# (20321) Lightdonovan
(20321) Lightdonovan (1998 HJ19) – planetoida z pasa głównego asteroid okrążająca Słońce w ciągu 3,52 lat w średniej odległości 2,31 j.a. Odkryta 18 kwietnia 1998 roku.